# Gustavo Canal Mora
Gustavo Adolfo Canal Mora (Don Torcuato, 1948) es un administrador de empresas y político colombiano, que se desempeñó como Ministro de Transporte (1999-2002) y director del Instituto Nacional de Vías (1998-1999).

## Biografía
Hijo del diplomático Gonzalo Canal Ramírez y de Isabel Mora Castaño, nació en 1948 la localidad de Don Torcuato, en la provincia de Buenos Aires, en Argentina. Es Administrador de Empresas de la Universidad Jorge Tadeo Lozano, en Bogotá.
Así mismo, posee especializaciones en gestión empresarial y finanzas y en sociología para la paz, meditación y resolución de conflictos de la Corporación Internacional para el Desarrollo Educativo, en concesiones de vías y acceso a grandes ciudades realizada en Argentina, en transferencia de tecnología, concesiones y mantenimiento de carreteras realizada en España, en sistema de transporte masivo y la infraestructura vial realizada en Suecia y en mercadeo de artículos de cuero, realizada en Francia.
Comenzó su carrera en el sector privado como director de la empresa familiar de cueros, Canal Ramírez Antares, y más adelante se desempeñó como  gerente general de GCM& Cía. Gracias a esta experiencia, pasó a ser vicepresidente de la Asociación Nacional de Manufactureros del Cuero (1986) y Presidente del Instituto de Fomento Industrial (1993), durante el gobierno de César Gaviria Trujillo. Se presentó, sin éxito, como candidato al Senado de la República en las elecciones legislativas de 1986.
En agosto de 1998 fue designado director del Instituto Nacional de Vías (Invías) por el presidente Andrés Pastrana Arango. Ocupó tal posición hasta agosto de 1999, cuando pasó a ser Ministro de Transporte en el gabinete de Pastrana. Fue Ministro de Transporte hasta el final del mandato de Pastrana, en 2002.
En 2011 fue capturado por orden de la Fiscalía General de la Nación, acusado del delito de peculado por apropiación de terceros. La Fiscalía lo acusaba de permitir el detrimento del patrimonio de la nación, ya que como director del Invías se negó a pagar una conciliación abusiva que el instituto había logrado en un pleito jurídico con contratistas de una carretera sin construir en Antioquia por el valor original de un contrato más un interés del 12%, pagando solo el valor original más el 6%. En enero de 2012 se levantó la medida de aseguramiento preventivo y en abril de 2012 el caso fue desestimado por múltiples irregularidades en la acusación.
Ha sido condecorado con la Gran Cruz Cívica Francisco de Paula Santander (de la Gobernación de Norte de Santander), la Medalla al Mérito de la Policía Militar general Tomás Cipriano de Mosquera (del Ejército Nacional de Colombia), la Medalla Juana Rangel Cuéllar (de la Alcaldía de Cúcuta) y la Medalla Diego Ospina y Maldonado (de la Alcaldía de La Plata, Huila).